# Fatafehi 'Alaivahamama'o Tuku'aho
Fatafehi 'Alaivahamama'o Tuku'aho (Nukuʻalofa, 17 dicembre 1954 – Nukuʻalofa, 17 febbraio 2004) è stato un principe tongano, terzo figlio di re Taufa'ahau Tupou IV e di sua moglie Halaevalu Mata'Aho 'Ahome'e.

## Biografia
Fatafehi 'Alaivahamama'o Tuku'aho nacque nel palazzo reale di Tonga a Nukuʻalofa il 17 dicembre 1954 ed era il terzo figlio di re Taufa'ahau Tupou IV e di sua moglie Halaevalu Mata'Aho 'Ahome'e.
Dopo essere stato istruito in patria al Tupou College, si recò nel Regno Unito per studiare prima al Leys College di Cambridge e poi all'accademia della Royal Navy di Dartmouth, dove nel 1975 si diplomò guardiamarina. Il 27 settembre 1979 il padre gli concesse il titolo di ma'atu di Niuafo'ou e Niuatoputapu. Nel 1980 si innamorò di Heimataura Anderson, figlia di un milionario hawaiano, con cui convolò a nozze il 21 luglio dello stesso anno senza il permesso del padre e dopo aver lasciato il paese. Il re dichiarò nullo il matrimonio e spogliò il figlio e i suoi eredi del titolo di principe e dell'appellativo di altezza reale. Dopo la morte della prima moglie, avvenuta per un tumore il 19 settembre 1985, rientrò in patria. L'11 luglio 1989 si risposò con l'onorevole Alaile'ula Poutasi, figlia di Melvin John Jungblut e di Lola Tosi Malietoa-Savusa. Quest'ultima era figlia di Malietoa Tanumafili II, capo di Stato di Samoa.
L'ex principe conservò il titolo di ma'atu e grazie a questo, dalla fine del 1990, poté occupare uno dei seggi dell'Assemblea legislativa riservati ai nobili. Anche se di stampo tradizionalista, il suo comportamento suggerisce che sostenne sempre il movimento per la democrazia allora in crescita nel regno, governato a quel tempo da una ristretta oligarchia.
Morì improvvisamente per insufficienza cardiaca al Vaiola Hospital di Nukuʻalofa il 17 febbraio 2004 all'età di 49 anni. È sepolto nel cimitero reale di Malaʻe Kula.

## Matrimoni
Dalla prima moglie Heimata'ula Ma'atu, nata Seiloni Heimata'ula Kaho, non ebbe figli.
La seconda moglie gli diede quattro figli, tre maschi e una femmina, nessuno dei quali è nella linea di successione al trono di Tonga:
- On. Sitiveni 'Alaivahamama'o Polule'ulingana Tanusia-ma-Tonga (Tuku'aho), principe Tungi, nato il 25 giugno 1990 e riconosciuto come successore di suo padre e investito del titolo nobiliare di tungi di Fua'amotu, Tatakamotonga e Navutoka a Fua'amotu e nominato principe Tungi con l'appellativo di altezza serenissima il 19 luglio 2008;
- On. Salote Maumautaimi Haim Hadessah Ber Yardena 'Alanuanua Tuku'aho, nata il 14 novembre 1991;
- On. Fatafehi Sione Ikamafana Ta'anekinga 'o Tonga Tuita, nato il 10 febbraio 1994, adottato da suo zio e sua zia, l'onorevole Siosa'ia Ma'ulupekotofa Tuita e la principessa Pilolevu;
- On. 'Etani Ha'amea Tupoulahi Tu'uakitau Ui Tu'alangi Tuku'aho, nato il 10 gennaio 1995.

## Albero genealogico
|                                   |                                   |                                    | Genitori                                |  |  | Nonni |  |  | Bisnonni        |  |  | Trisnonni                 |  |
|                                   |                                   |                                    |                                         |  |  |       |  |  | Siaosi Tukuʻaho |  |  | Viliami Tungī Halatuituia |  |
|                                   |                                   |                                    |                                         |  |  |       |  |  | Siaosi Tukuʻaho |  |  | Viliami Tungī Halatuituia |  |
|                                   |                                   | ʻAnaseini Tupou Veihola            |                                         |  |  |       |  |  | Siaosi Tukuʻaho |  |  |                           |  |
| Viliami Tungī Mailefihi           |                                   |                                    |                                         |  |  |       |  |  | Siaosi Tukuʻaho |  |  |                           |  |
|                                   |                                   | Mele Siuʻilikutapu                 | Sūnia Mafileʻo                          |  |  |       |  |  |                 |  |  |                           |  |
|                                   |                                   | Mele Siuʻilikutapu                 | Sūnia Mafileʻo                          |  |  |       |  |  |                 |  |  |                           |  |
|                                   |                                   | Mele Siuʻilikutapu                 | Fane Tupou Vavaʻu                       |  |  |       |  |  |                 |  |  |                           |  |
| Tupou IV di Tonga                 |                                   | Mele Siuʻilikutapu                 |                                         |  |  |       |  |  |                 |  |  |                           |  |
|                                   |                                   | Giorgio Tupou II di Tonga          | Principe Siaosi Fatafehi Toutaitokotaha |  |  |       |  |  |                 |  |  |                           |  |
|                                   |                                   | Giorgio Tupou II di Tonga          | Principe Siaosi Fatafehi Toutaitokotaha |  |  |       |  |  |                 |  |  |                           |  |
|                                   |                                   | Giorgio Tupou II di Tonga          | ʻElisiva Fusipala Taukiʻonetuku         |  |  |       |  |  |                 |  |  |                           |  |
| Sālote Tupou III di Tonga         |                                   | Giorgio Tupou II di Tonga          |                                         |  |  |       |  |  |                 |  |  |                           |  |
|                                   |                                   | Lavinia Veiongo Fotu               | ʻAsipeli Kupuavanua Fotu                |  |  |       |  |  |                 |  |  |                           |  |
|                                   |                                   | Lavinia Veiongo Fotu               | ʻAsipeli Kupuavanua Fotu                |  |  |       |  |  |                 |  |  |                           |  |
|                                   |                                   | Lavinia Veiongo Fotu               | Tōkanga Fuifuilupe                      |  |  |       |  |  |                 |  |  |                           |  |
| Fatafehi 'Alaivahamama'o Tuku'aho |                                   | Lavinia Veiongo Fotu               |                                         |  |  |       |  |  |                 |  |  |                           |  |
|                                   | Salomone Piutau ʻOtukolo ʻAhomeʻe | Taniela ʻOtukolo ʻAhomeʻe          |                                         |  |  |       |  |  |                 |  |  |                           |  |
|                                   | Salomone Piutau ʻOtukolo ʻAhomeʻe | Taniela ʻOtukolo ʻAhomeʻe          |                                         |  |  |       |  |  |                 |  |  |                           |  |
|                                   | Salomone Piutau ʻOtukolo ʻAhomeʻe | Siulolovau Vaea                    |                                         |  |  |       |  |  |                 |  |  |                           |  |
| Tēvita Manuopangai ʻAhomeʻe       | Salomone Piutau ʻOtukolo ʻAhomeʻe |                                    |                                         |  |  |       |  |  |                 |  |  |                           |  |
|                                   |                                   | ʻAmelia Moʻungaʻaelangi Maealiuaki | Viliami Maealiuaki Mafileʻo             |  |  |       |  |  |                 |  |  |                           |  |
|                                   |                                   | ʻAmelia Moʻungaʻaelangi Maealiuaki | Viliami Maealiuaki Mafileʻo             |  |  |       |  |  |                 |  |  |                           |  |
|                                   |                                   | ʻAmelia Moʻungaʻaelangi Maealiuaki | Maʻata Peleki                           |  |  |       |  |  |                 |  |  |                           |  |
| Halaevalu Mata'Aho 'Ahome'e       |                                   | ʻAmelia Moʻungaʻaelangi Maealiuaki |                                         |  |  |       |  |  |                 |  |  |                           |  |
|                                   |                                   | Fotu ʻa Falefā Veikune             | Siosāteki Tonga Veikune                 |  |  |       |  |  |                 |  |  |                           |  |
|                                   |                                   | Fotu ʻa Falefā Veikune             | Siosāteki Tonga Veikune                 |  |  |       |  |  |                 |  |  |                           |  |
|                                   |                                   | Fotu ʻa Falefā Veikune             | ʻAkanesi Tuʻifua                        |  |  |       |  |  |                 |  |  |                           |  |
| Heuʻifanga Veikune                |                                   | Fotu ʻa Falefā Veikune             |                                         |  |  |       |  |  |                 |  |  |                           |  |
|                                   |                                   | Vāhoi ʻAtaongo                     | Siale ʻAtaongo                          |  |  |       |  |  |                 |  |  |                           |  |
|                                   |                                   | Vāhoi ʻAtaongo                     | Siale ʻAtaongo                          |  |  |       |  |  |                 |  |  |                           |  |
|                                   |                                   | Vāhoi ʻAtaongo                     | Tupou Moheofo                           |  |  |       |  |  |                 |  |  |                           |  |
|                                   |                                   | Vāhoi ʻAtaongo                     |                                         |  |  |       |  |  |                 |  |  |                           |  |